# San Donato (Lamon)
San Donato (San Donà in dialetto sandonatese) è una frazione amministrativa del comune di Lamon, in provincia di Belluno. È raggiungibile da San Pietro di Lamon per la via della Costa o per il passo delle Ej e dal Trentino per il passo Brocon.

## Geografia antropica
Il paese è costituito da numerose contrade distribuite lungo tutto il pendio glaciale che sovrasta la valle della Senaiga e che scende dal monte Coppolo. La più lontana del centro è Valnuvola, che dista all'incirca 3,5 km.
San Donato confina con le comunità di San Pietro di Lamon (BL), Arina di Lamon (BL), Ronco di Primiero (TN), Castello Tesino (TN) e Cinte Tesino (TN) e costituisce un ponte naturale sia culturale che geografico tra esse.

## Storia
La presenza di insediamenti in questo luogo è testimoniata già dall'epoca romana come si desume dalla necropoli rinvenuta in località Piasentót e dal fatto che per di qui passasse la via Claudia Augusta Altinate, diretta da Altino ad Augusta. Nel Medioevo costituì un colmello della Magnifica Comunità e Regola di Lamon e venne incendiato durante la Guerra Cambraica, rimanendo semidistrutto e perdendo l'antica chiesa pievanale ed il castello. A questo periodo risale la ricostruzione della parte più antica delle chiesa, che venne poi ingrandita a cavallo fra Ottocento e Novecento.
Il paese assurse al grado di parrocchia il 27 agosto 1686, come parrocchia più alta sul livello del mare della Diocesi di Feltre. La moderna strada carrozzabile è giunta solo nel 1915, in concomitanza con la Grande Guerra.
Nel corso del Novecento, a causa della mancanza di adeguate politiche per la montagna, il paese ha vissuto il dramma dello spopolamento, passando da più di mille abitanti ai pochissimi oggi rimasti.
Il 30 e il 31 ottobre 2005 è  stato celebrato un referendum per chiedere che l'intero comune passasse dalla Regione del Veneto alla Provincia autonoma di Trento. Con 2 377 "sì" e 155 "no", si è avuta una netta vittoria dei favorevoli al l'aggregazione al vicino Trentino.

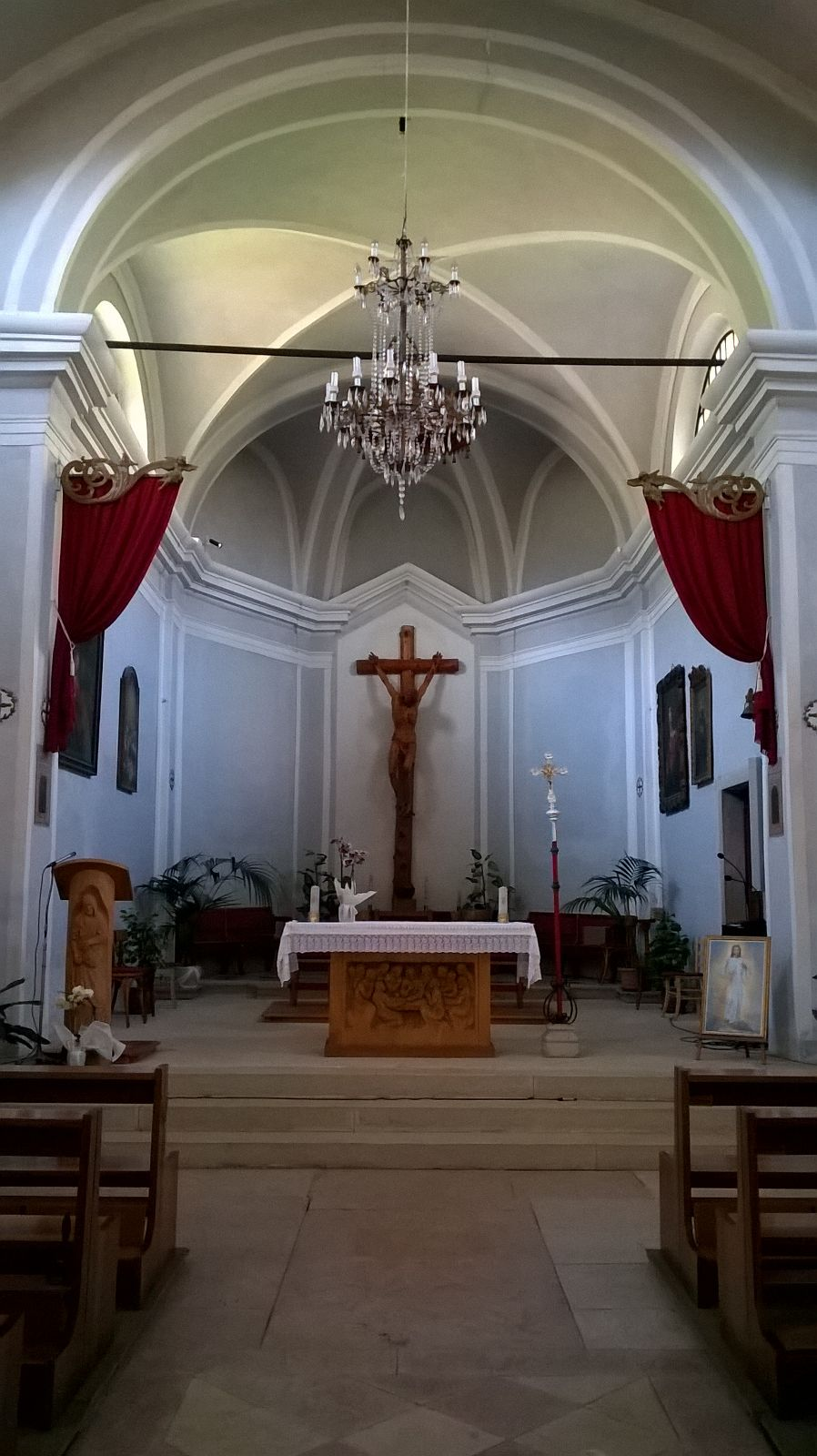
L'interno della chiesa di San Donato

## Monumenti e luoghi d'interesse
Da visitare sono le grotte carsiche della Grotta di San Donato (Bus dela bèla / Bus dele Tose), nei pressi del torrente Senaiga sotto al paese, così come la cascata del Salton, presso la quale sono visibili i ruderi di una vecchia centrale idroelettrica, oltre alla Grotta di Valnuvola (Bus dela Lóra), non molto distante dall'omonima contrada. Numerose sono le escursioni possibili nell'ambiente dolomitico del monte Coppolo o verso la catena del Lagorai.

### La chiesa di San Donato
La chiesa vanta origini molto remote, secondo quando riportato da don Bruno Bersaglio, certamente esisteva già verso la metà del XVI secolo, poiché la chiesa attuale conserva nella cappella invernale (che un tempo era il vecchio coro) una tela  che reca la seguente scritta, così interpretabile "Gierv.us Zigan.us pingebeat -MDXXXII" e rappresenta la Madonna con il Bambino, San Donato, San Pietro, San Vittore e Sant'Antonio Abate, attribuibile a Girolamo dal Zocco, detto lo Zigantello.
Un'altra testimonianza ci è fornita dagli scritti del pievano di Lamon Sebastiano Comeduno del 1597, dove si legge che tre volte l'anno, per "vodo del Comun", ossia la terza festa di Resurrezione, la terza festa di Pentecoste e il 7 agosto, festa del patrono, si andava, "in procession" da San Pietro a San Donato.
Nell'archivio vescovile di Feltre, infine, è conservato un documento del pievano Paolo Cattaneo, datato 16 giugno 1584 e indica che c'era "fuori la villa vi è un'altra cappella, con un altare solo, dedicata a San Donato".
L'ideale di ricostruire una nuova chiesa nella frazione spetta a don Giovanni Caldrari (Lamon, 1821 - Meano,1898), vista la sua età, non gli è possibile promuovere e organizzare alcuna opera per la ricostruzione e venne ricordato con una lapide all'interno della chiesa.
Nel 1897 arrivò il sacerdote don Giovanni Trifone (Cesio di Feltre, 1865 - San Donato di Lamon, 1899), prima come vicario economo e poi parroco a tutti gli effetti, il quale riuscì a risollevare il morale e l'animo dell'intera popolazione nel ricostruire la nuova chiesa, iniziarono quindi le fondamenta, la posa della prima pietra e la costruzione, ma il 7 ottobre 1899, forse a causa di polmonite, morì e come scrive don Bruno Bersaglio, nel suo libro: "Compianto da tutto il popolo, venne quindi sepolto - unico tra i sacerdoti! nel Cimitero vicino, cogli occhi rivolti a quella Chiesa, che mai non vide e che tanto sognò!".
Al posto di Trifone, venne don Paolo Vincita (Facen di Feltre, 1871 - Vignui di Feltre, 1953), che in un primo momento fu economo spirituale e da luglio del 1900 fu parroco, a lui spetta di aver terminato la nuova chiesa iniziata dai suoi due predecessori e ricordato con una lapide un tempo era posta sopra la sacrestia.
La nuova chiesa venne realizzata a piovegh con sabbia proveniente dai pressi delle Moline, la pietra dalla località dei Legunar e lavorata da scalpellini locali, il legname per impalcature e copertura venne offerto dalle famiglie sandonatesi ed il tabernacolo portato a pezzi ed a spalla lungo la via del Castion.
Il nuovo edificio venne benedetto dal parroco, per delega del vescovo di Feltre, il 28 novembre 1901 e aperto al culto, venne poi successivamente consacrato dal vescovo il 29 maggio, la cerimonia durò circa quattro ore e con grande consenso popolare e venne poi ultimato nelle cappelle e all'esterno da don Primo Zanella, che succedette a don Vincita.
I campanili di San Donato e la storia delle campane
Al paese non viene riconosciuto uno stemma ufficiale, tuttavia, da sempre i sandonatesi si identificano nell'antico calice del diacono Orso (esposto al museo diocesano di Feltre) e, soprattutto, nella martora (martorèl, in dialetto locale), da cui deriva il nome degli abitanti.
I colori della comunità sono invece da sempre il bianco-celeste.